# Didi Holzner

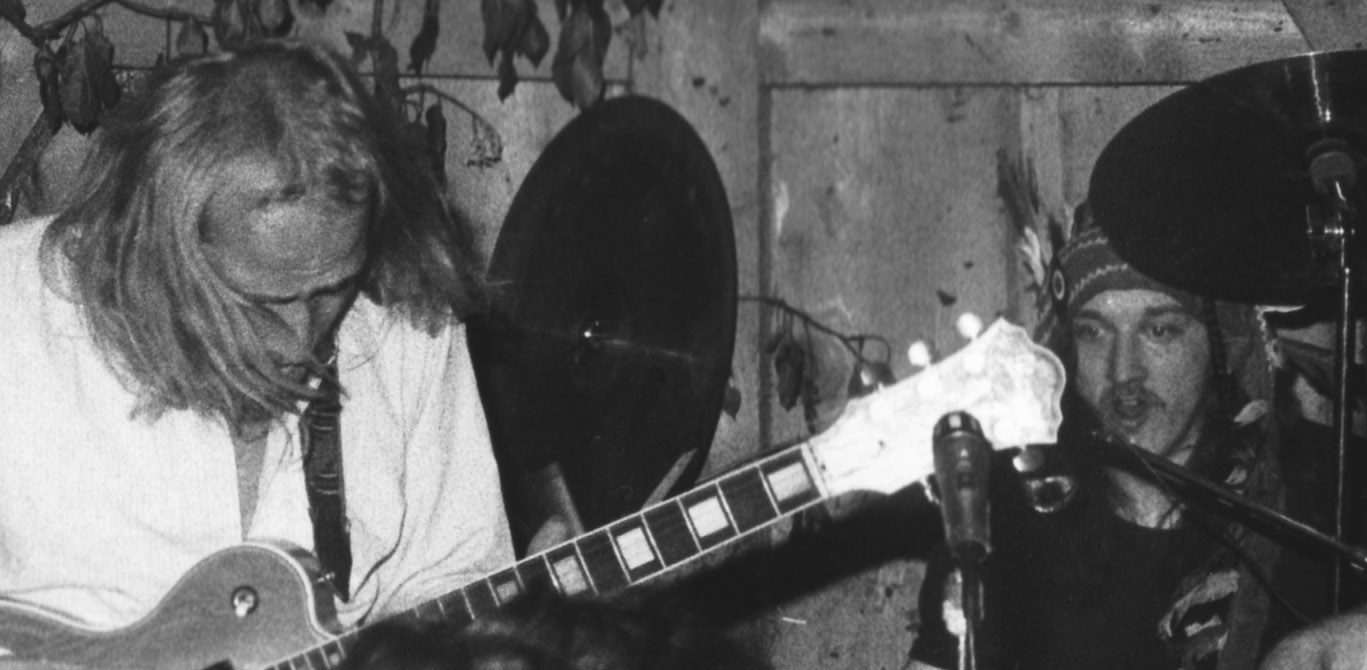
Didi Holzner als Gitarrist von Schwoißfuaß um 1980; (im Hintergrund Schlagzeuger Sulla Bratke).

Didi Holzner (* 1954 in Göppingen als Dieter Holzner) ist ein deutscher Gitarrist.
Didi Holzner begann mit zwölf Jahren Gitarre zu spielen, konzentrierte sich aber als Teenager zwischenzeitlich auf das Klavier als Hauptinstrument. Von 1976 bis 1978 war er Gitarrist der Reutlinger Amateur-Gruppe Gartenweg Blues Band. Nach einem Studium an der Pädagogischen Hochschule Reutlingen ergriff er für kurze Zeit den Lehrerberuf. Er kündigte jedoch nach einem Monat den Schuldienst und wurde 1979 Gründungsmitglied der Schwobarockband Schwoißfuaß, deren Sound er durch sein Gitarrenspiel entscheidend prägte.
Nach der Auflösung von Schwoißfuaß 1986 betrieb Holzner einen Weinhandel in Reutlingen und spielte als Gastmusiker unter anderem bei der Reutlinger Psychedelic-Rock-Band The Spacelords.
Heute ist Didi Holzner im Musikprojekt MANDALA MOVIE aktiv.